# Gloria Gervitz
Gloria Gervitz (Ciudad de México, 29 de marzo de 1943 - San Diego, California, Estados Unidos, 19 de abril de 2022) fue una poeta y traductora descendiente de judíos de Ucrania. 

## Biografía
Nació en la Ciudad de México el 29 de marzo de 1943. Su familia paterna arribó a México en 1929, cuando su padre tenía 9 años de edad. Estudió en la Universidad Iberoamericana. Residía en Estados Unidos.

## Carrera
Graduada en Historia del Arte, tradujo al español obras de Anna Akhmatova, Kenneth Rexroth, Susan Howe, Lorine Niedecker, Rita Dove, Marguerite Yourcenar, Samuel Beckett y Clarice Lispector.
Entre agosto y septiembre de 1976, cuando tenía 26 años de edad, comenzó a escribir un poema orgánico, Migraciones, que fue publicado por primera vez en 1979 y que continuó modificando hasta su finalización en 2020. Desde entonces fueron apareciendo nuevas versiones del poema en ediciones ampliadas y revisadas. Migraciones es la obra principal de la poeta y ha sido comparada con otros poemas de largo aliento como Los Cantos de Ezra Pound, Cántico de Jorge Guillén, la Poesía Vertical de Roberto Juarroz o la obra de Saint-John Perse. Fragmentos del poema han sido traducidos a más de 18 idiomas. El poema consta de siete partes y más de 120 páginas escritas; si bien la mayor parte del texto es en español, Migraciones también contiene frases y palabras en ídish.

### Reconocimientos
En 2011, recibió el Premio PEN México de Excelencia Literaria y, en 2019, el Premio Iberoamericano de Poesía Pablo Neruda, otorgado por el Ministerio de las Culturas, las Artes y el Patrimonio de Chile.

## Obras
- 1979 - Shajarit
- 1987 - Yizkor
- 1986 - Fragmento de ventana
- 1991 - Migraciones (Shajarit y Yizkor, más la tercera parte, titulada Leteo)
- 1993 - Migraciones (incluida la cuarta parte, Pythia)
- 1996 - Migraciones (incluida la quinta parte, Equinoccio)
- 2000 - Migraciones (incluida la  sexta parte, Treno)
- 2003 - Migraciones (incluida la  séptima parte, Septiembre).[14]

### Entrevistas con Gloria Gervitz
- Entrevista por Irene Zoe Alameda (video)
- Entrevista por Irene Zoe Alameda (enlace roto disponible en Internet Archive; véase el historial, la primera versión y la última).; Revista Nueva Grecia.

- Datos: Q15710851
- Multimedia: Gloria Gervitz / Q15710851